# Ti Trin Ned
Ti Trin Ned er en dansk restaurant beliggende i centrum af Fredericia. Den har siden februar 2017 haft én stjerne i Michelinguiden. Ti Trin Ned blev åbnet i september 2001.

## Historie
Den tyske kok Rainer Gassner mødte den nyudlærte kok Mette Hvarre på Aagaard Kro ved Egtved. De dannede par og besluttede at åbne egen restaurant. De valgte Fredericia, og 9. september 2001 kunne de åbne dørene til Ti Trin Ned.
Den 22. februar 2017 blev Ti Trin Ned for første gang tildelt én stjerne i Michelinguiden. Den blev fornyet i 2018 og 2019.
I 2019 flyttede Ti Trin Ned fra kælderlokalerne i Norgesgade til en 400 kvadratmeter stor nybygget restaurant på Fredericia Havn.